# Krawiec

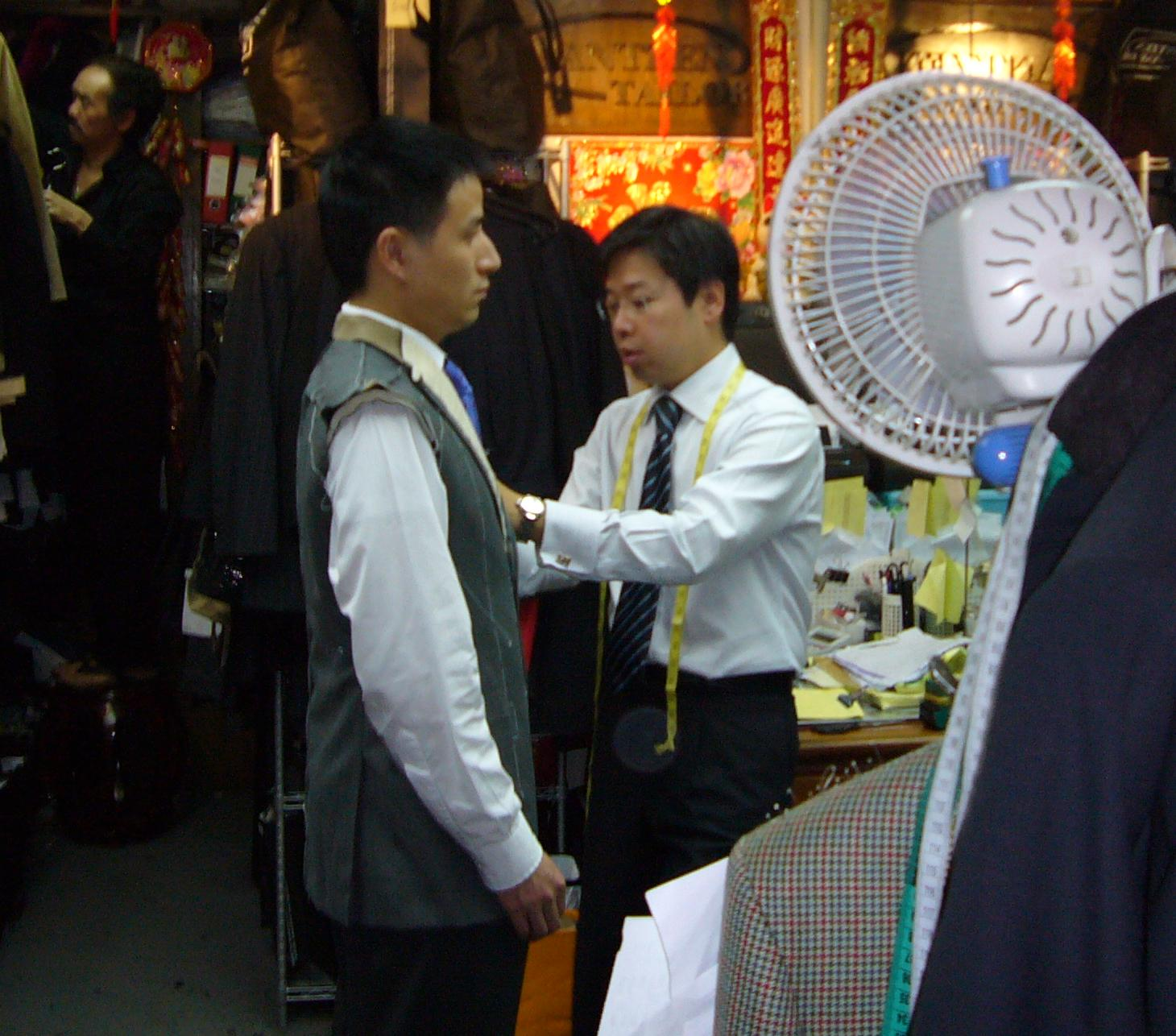
Krawiec przy pracy

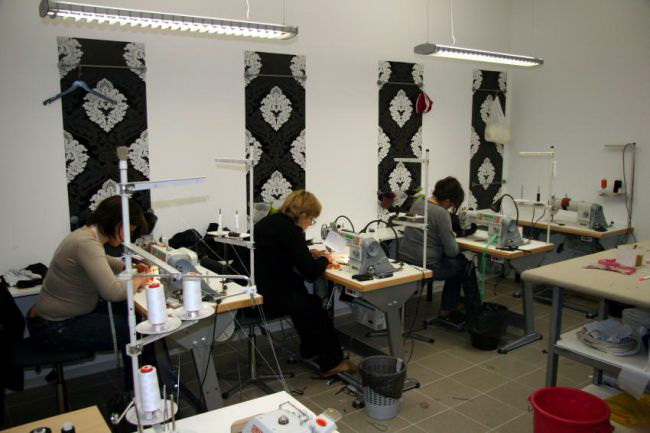
Krawcowe przy pracy w zakładzie krawieckim.

Krawiec – rzemieślnik, zajmujący się szyciem (ręcznie – igłą lub maszyną) bielizny oraz odzieży, z tkaniny, dzianiny i sukna.
Krawiec jest to rzemieślnik szyjący odzież na miarę dla indywidualnego odbiorcy. Krawiec miarowy wykonuje cały cykl technologiczny od opracowania szablonu do gotowego wyrobu.